# Schistura semiarmata
Schistura semiarmata är en fiskart som först beskrevs av Day, 1867.  Schistura semiarmata ingår i släktet Schistura och familjen grönlingsfiskar. IUCN kategoriserar arten globalt som livskraftig. Inga underarter finns listade i Catalogue of Life.